# Sherif Gaber
Sherif Gaber (né Sherif Gaber Abdelazim Bakr ; شريف جابر عبد العظيم بكر vers 1993) est un activiste politique et blogueur égyptien. Il est arrêté par les forces de l'ordre égyptiennes le 27 octobre 2013 pour avoir défendu des positions relevant de l'athéisme, et pour « diffusion d'idées athées par internet » puis condamné à la prison. Il devient alors un symbole de la persécution des athées en Égypte.

## Biographie
Gaber fait des vidéos satiriques qui critiquent les religions depuis l'âge de vingt ans . En mai 2020, sa chaîne YouTube comptait plus de 273 000 abonnés, ce qui fait de lui l'un des critiques les plus connus de la religion musulmane en Égypte. Avec des titres tels que Dieu existe-t-il ?, L'évolution et la religion sont incompatibles et Critiquer la religion est un droit de l'homme, ses vidéos lui ont causé des ennuis juridiques.  Il a été arrêté le 5 mai par les autorités égyptiennes pour « apologie de l'athéisme ». La loi égyptienne contre le blasphème, l'article 98 du Code pénal, a finalement été utilisée pour justifier son arrestation,.

### Altercation avec son professeur de l'université
Sherif Gaber était étudiant en sociologie à l'université du canal de Suez à Ismaïlia. Lors d'un cours magistral, il a eu un échange sur l’homosexualité avec son professeur. Ce dernier a qualifié l'homosexualité de « péché » et a déclaré que les homosexuels « devraient être crucifiés au milieu de la rue ». Plus tard, il eut un échange controversé avec un professeur assistant qui traitait ceux qui ne priaient pas dans la mosquée de l'université d''immoraux', ce à quoi Sherif s'est opposé. Quelques mois après cet incident, d'autres étudiants ont transmis certaines de ses publications sur Facebook au recteur, qui l'a signalé à la police.

### Arrestation et procès en 2013
Le 27 octobre 2013 à 3 h du matin, trois véhicules des forces de l'ordre et de l'armée se rendent au domicile de Gaber. Plusieurs agents entrent dans l'appartement, fouillent les lieux, et confisquent ses biens, dont son ordinateur, son téléphone portable, et l'argent trouvé. Il est immédiatement mis en prison,.
Le 3 décembre 2013, la cour de justice accepte de libérer Gaber provisoirement en échange d'une amende de 7 500 £E, dont 2 500 £E pour l'accusation d' « outrage à la religion » et 5 000 £E pour « diffusion de valeurs immorales et de pensées anormales qui provoquent et troublent la paix publique et la sécurité nationale de l'Égypte ». Il a été libéré le lendemain, mais son affaire était[Quand ?] en cours ,. 
Le 16 février 2015, Gaber est jugé coupable et condamné à 1 an de prison ferme. Il est autorisé à faire appel de la décision sous réserve de verser à nouveau une somme de 1 000 £E, mais préfère ne pas payer la somme demandée et choisit de se cacher pour ne pas avoir à subir la condamnation. Le 31 mars 2018, Gaber publie un tweet indiquant que son arrestation est imminente.
Gaber s'est aussi fait connaitre en osant publier sur la chaîne YouTube des vidéos pro-sciences et en faveur des droits de l'homme.

### Nouvelle arrestation en 2018
Il est de nouveau arrêté le 4 mai 2018 par les autorités égyptiennes et détenu en garde à vue dans une prison égyptienne. Cette arrestation intervient peu de temps avant celles de l'avocat et militant des droits de l'homme Haitham Mohamedine et des blogueurs Chadi Abouzeid et Wael Abbas. Il aurait été interrogé le dimanche 6 mai et libéré 4 jours après son arrestation. Le 3 juillet 2018, il publie une vidéo où il parle des circonstances de son arrestation, de son séjour en prison et déclare qu'il continue son combat pour la "liberté de penser" et de "vivre comme on veut".

### Tentatives d'évasion
Le 1er octobre 2018, Gaber a tweeté en disant que son passeport avait été confisqué dans un aéroport égyptien et qu'il lui avait été interdit de quitter le pays. Il a également déclaré qu'il y avait deux "différentes accusations de blasphème en cours" contre lui et qu'il ne pouvait pas donner plus de détails.  
Fin janvier 2019, Gaber a lancé un appel en ligne pour l'aider financièrement afin de s'échapper d'Égypte avec une nouvelle nationalité, comme celle de la Dominique, après avoir été arrêté à l'aéroport lors d'un voyage en Malaisie en 2018. Il a obtenu quelques milliers de dollars peu de temps après le lancement de la campagne de financement participatif,. Mina Ahadi du Conseil central des ex-musulmans a appelé à la solidarité avec Gaber et a plaidé auprès du gouvernement allemand pour entamer des négociations pour le faire venir en Allemagne ou ailleurs en Europe . 